# Tissaferne
Tissaferne (in persiano antico Čiθrafarnah; in greco antico: Τισσαφέρνης?, Tissaphérnēs; 445 a.C. – Colossi, 395 a.C.) è stato un militare e politico persiano, satrapo di Lidia e Caria dal 413 a.C. alla sua morte.

## Biografia
Discendente da una famiglia nobile, Tissaferne era figlio di Idarne, satrapo dell'Armenia, che aveva preso il nome del padre, comandante in capo della guardia degli Immortali al tempo della seconda guerra persiana. Ciò risulta dalla seguente iscrizione in lingua licia, la cosiddetta Stele di Xanto, "Kizzaprñna Widrñnah"; in essa "Kizzaprñna" è l'equivalente del persiano "Čiθrafarnah", mentre Widrñna è corrisponde al nome greco "Hydárnēs", quindi si ottiene "Tissaferne, [figlio di] Idarne". Suo fratello Teritucme aveva in seguito ereditato la carica paterna e sposato Amestri, figlia di Dario II, mentre sua sorella Statira aveva sposato Arsace, il futuro Artaserse II.

### Ruolo nella Guerra del Peloponneso
Nel 413 fu nominato Carano ovvero comandante in capo delle truppe persiane in Asia Minore ottenendo anche la satrapia di Lidia e Caria, in luogo del satrapo Pissutne che si era ribellato al Gran Re. Giunto a Sardi si sbarazzò di Pissutne corrompendone le truppe ed inducendolo ad arrendersi dietro un salvacondotto quando, invece, fu portato dal Gran Re, Dario II, che lo mise a morte.
La rivolta, tuttavia, riprese sotto il comando di Amorge, figlio illegittimo di Pisutne che per alcuni anni riuscì a scuotere la fedeltà della Caria.
Nel 412 a.C., avendogli il Gran Re chiesto un forte tributo che non poteva pagare poiché Atene si era opposta inviò due messaggeri a Sparta promettendo danaro e supporti in cambio del diritto di occupare le ricche città greche della Ionia, tradizionalmente legate ad Atene. Così scrive Tucidide:
(Tucidide, VIII, 5)

Le città greche in Anatolia alleate di Atene e obbiettivo di conquista di Tissaferne. In blu sono segnate le colonie ioniche, in rosso quelle doriche, in giallo le eoliche

Nello stesso tempo Tissaferne prese contatti anche con i cittadini di Chio i quali, consci della debolezza di Atene, intendevano ribellarsi e, grazie alla sua influenza, li indusse ad inviare ambasciatori a Sparta.
Tuttavia, Tissaferne non era il solo che cercava di conquistare l'amicizia di Sparta: infatti, Farnabazo II, satrapo della Frigia ellespontica, incapace anch'egli di riscuotere i tributi per l'opposizione di Atene, si rivolse a Sparta con i medesimi propositi del collega. 
Gli spartani si divisero tra coloro i quali intendevano privilegiare l'alleanza con Farnabazo e quindi il fronte dell'Ellesponto e quelli che favorivano Tissaferne ovvero l'annichilimento dei domini ateniesi nel basso Egeo. 
Alla fine gli spartani, su impulso di Alcibiade, che aveva stretto amicizia con l'eforo Endio, optarono per Tissaferne e decisero di inviare, dopo un'accurata verifica, navi e appoggio militare ai chii.

#### Alleanza con Sparta
Pertanto, agli inizi dell'anno seguente, il 412 a.C., gli spartani inviarono una flotta a Chio che, tuttavia, fu intercettata da una squadra ateniese e sconfitta; nonostante ciò Alcibiade indusse ancora una volta i peloponnesiaci a perseverare e ad inviare lui stesso con cinque navi e l'ufficiale Calcideo. Quasi senza colpo ferire, Alcibiade conquistò Chio e Clazomene preoccupando non poco Atene.
Poi, mentre Ateniesi e Spartani si affrontavano nei pressi di Teo, Tissaferne, oltre ad inviare in aiuto a Sparta l'ufficiale Stage, ne approfittò della rivolta anti-ateniese di Mileto, per stipulare con Calcideo il seguente trattato:
(Tucidide, VIII, 18)
Stipulato il patto, Tissaferne intervenne personalmente nell'assedio di Teo abbattendone le mura ancora in piedi per poi ritirarsi. In estate, quando gli ateniesi inviarono un esercito, rafforzato da mercenari argivi, per occupare Mileto, il satrapo guidò mille cavalieri in aiuto di Sparta e dei Milesi; la battaglia fu, comunque, incerta poiché gli ateniesi batterono i Peloponnesiaci mentre i milesi costrinsero gli argivi a ripiegare
Poco tempo dopo, Tissaferne, approfittando dell'arrivo di truppe spartane a Tichiussa, vicino Mileto, si presentò a loro e li indusse ad attaccare Iaso, la piazzaforte di Amorge, figlio di Pissutne e nemico del satrapo. Il successo fu totale: gli spartani conquistarono la città e catturarono vivo Amorge che consegnarono a Tissaferne ed in più ottennero i servigi dell'esercito di mercenari di quello.
Nell'inverno di quell'anno, Tissaferne, dopo aver fortificato Iaso, si diresse a Mileto ove, ottemperando agli accordi, pagò lo stipendio alla flotta spartana: una dracma attica a testa per ogni combattente al giorno al quale sarebbe seguito uno stipendio mensile di tre oboli.
Con l'anno nuovo, gli Spartani, poco convinti del trattato precedente stipulato da Calcideo, ritenuto troppo poco vantaggioso nei loro confronti, strinsero una nuova intesa con Tissaferne nei seguenti termini:
(Tucidide, Guerra del Peloponneso, VIII, 37)
Tuttavia, neppure questo secondo accordo soddisfò gli spartani che dopo alcuni mesi iniziarono a metterlo in discussione anche perché pochi accettavano di cedere l'intera Ionia al Gran Re.
Particolarmente duro fu Lica il quale riteneva opportuno o la stipula di un nuovo trattato o l'invalidazione dei precedenti rinunciando anche ai contributi persiani. Tali rivendicazioni infuriarono Tissaferne che rifiutò di concedere alcunché.

#### Rapporti con Alcibiade
In tali circostanze, rese ancor più incerte dall'uccisione di Calcideo e dallo scontro di Mileto, Alcibiade divenuto sospetto ai Peloponnesiaci e al re Agide, decise di trasferirsi presso Tissaferne. Col tempo, preoccupato, prese, con ogni sua malizia, a guastare le relazioni tra questo personaggio e il Peloponneso.
Infatti, a poco a poco, Alcibiade divenne braccio destro e guida del satrapo in tutte le risoluzioni: gli ispirò di tagliare il soldo all'armata dei peloponnesiaci, così da ridurre la dracma attica a tre oboli e in ogni caso di pagarli irregolarmente dietro il pretesto che le truppe non spendessero il proprio danaro nell'ozio.
Poi, lo istruiva a sedurre i trierarchi e gli strateghi delle altre città con donativi in denaro, in modo da renderseli tutti arrendevoli, tranne i Siracusani e si prese la libertà di chiudere la porta in faccia alle delegazioni cittadine che si presentavano con richieste di sussidi finanziari.
Infine, chiarì che Tissaferne, sostenendo di tasca propria le spese belliche, aveva buoni motivi di tendere al risparmio: se mai gli fossero giunti dal Re i fondi occorrenti avrebbe corrisposto loro la paga intera e le città avrebbero avuto la debita soddisfazione.
Tali consigli, ovviamente, dietro il pretesto di tirare per le lunghe il conflitto e quindi approfittarsi dell'indebolimento di entrambi i contendenti, in realtà servivano ad Alcibiade per preparare il suo ritorno ad Atene di cui provava a rialzare le sorti impedendo ogni strategia offensiva.
Infatti, il satrapo, ormai conscio che gli spartani, forti militarmente, avrebbero potuto instaurare un dominio più saldo di quello ateniese, ridusse il soldo alle truppe e dissentiva sull'invio di forze navali in campo aperto mortificando quindi il vigore della flotta. Tale strategia, unita agli intrighi di Alcibiade, permise a quest'ultimo di acquistarsi numerosi sostenitori in Atene che subito avviarono trattative con Tissaferne.
Il colloquio di pace fu, però, infruttuoso anche perché Alcibiade aveva indotto Tissaferne a porre dure condizioni in modo da screditare il regime democratico in modo da consegnare il potere alla fazione moderata.
In ogni caso, Tissaferne, incerto se rompere con gli Spartani, preferì temporeggiare anche perché desiderava evitare che i peloponnesiaci, privi di rifornimenti, saccheggiassero la satrapia. Fu quindi stipulato il seguente trattato:
(Tucidide, VIII, 58)
Dopo la convenzione, Tissaferne si preparava a far scendere in campo la flotta fenicia, secondo gli accordi stipulati, e in generale a dar corso a tutte le promesse fatte o almeno desiderava che si notasse la sua buona disposizione.
Tale strategia fu seguita da Tissaferne anche dopo il richiamo di Alcibiade ma la rivalità con Farnabazo, che al contrario perorava l'intervento diretto in favore di Sparta, lo indebolirono notevolmente sul piano politico.

##### Intrighi di palazzo
Nel frattempo la casata di Tissaferne veniva sconvolta dalla congiura ordita dal fratello di questi: Teritucme. Dopo la morte del padre Idarne aveva ereditato la satrapia dell'Armenia e sposato la figlia del re Amestri. Teritucme però amava ancora sua sorella Rossana; divorziare da una moglie di tale rango non era possibile perciò il satrapo si accordò con trecento compagni per uccidere la donna. La congiura venne tuttavia denunciata da Udiaste, scudiero di Teritucme, convinto da alcune lettere di Dario ad uccidere il suo signore. La vendetta della regina-madre Parisatide contro la famiglia del ribelle fu terribile. Rossana venne giustiziata come pure sua madre, le altre sorelle ed i fratelli Mitroste ed Elico. All'epurazione scamperanno solo Statira, salvata dall'intercessione del marito e Tissaferne in virtù dei servigi resi. Ma sia lui che la sorella continueranno ad essere oggetti dell'odio da parte di Parisatide.

#### Destituzione in favore di Ciro
La situazione peggiorò ulteriormente nel biennio 410-408 a.C. quando le rinnovate sorti di Atene, nella battaglia di Abido, Cizico, Cinossema, indussero Farnabazo a far pressioni sul Gran Re affinché appoggiasse Sparta.
Ciò avvenne nel 408 e come conseguenza Tissaferne fu rimosso dal titolo militare di Carano e fu privato del governo della Lidia, la quale fu affidata al principe cadetto, Ciro il Giovane, assieme alla Cappadocia.
Alla caduta di Atene (404 a.C.), sia Ciro sia Tissaferne rivendicarono il diritto di governo sulle città ioniche conquistate, gran parte delle quali riconobbe Ciro come loro amministratore mentre Tissaferne si impadronì di Mileto e di alcune regioni circostanti.

### I Diecimila
Lo stesso anno morì Dario, e gli succedette Artaserse, suo primogenito, col nome di Artaserse II. Tissaferne denunciò immediatamente Ciro per cospirazione, e questi fu imprigionato a Susa l'anno successivo. Riabilitato per intercessione della madre Parisatide, Ciro riottenne rango, onori ed il governo di Lidia e Cappadocia, con l'aggiunta della Caria.
Nonostante ciò, furioso per il pericolo corso e per l'affronto subito e forte dell'appoggio della madre, Ciro comincia a meditare di sottrarsi alla potestà del fratello e di sostituirsi a lui sul trono. A tale scopo, cerca di accattivarsi gli ospiti stranieri e comincia ad arruolare un esercito di mercenari greci spargendo la voce che Tissaferne minaccia le isole.

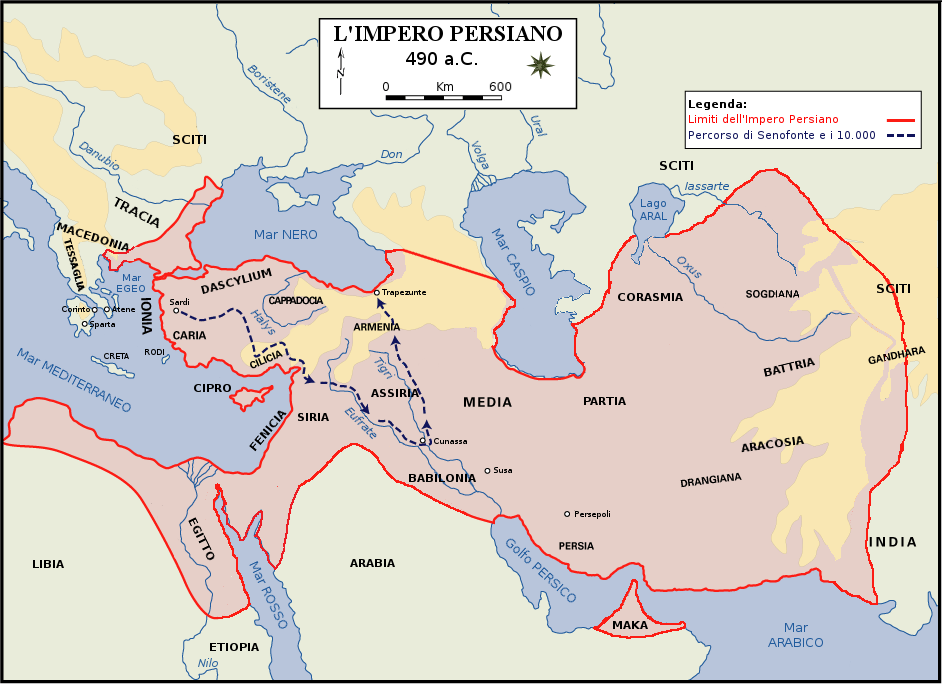
Itinerario dei Diecimila dell'Anabasi di Senofonte

Poi, grazie ai suoi appoggi e al carisma, Ciro sottrasse a Tissaferne le città ioniche, tranne Mileto; Tissaferne cerca di reagire esiliando o uccidendo i sostenitori di Ciro ma è costretto a subire un duro assedio mentre a corte Parisatide convinse Artaserse delle buone intenzioni del fratello.
Poi, nel 401, dietro il pretesto di riconquistare Mileto e di respingere le inflitrazioni dei Pisidi, Ciro rafforza ulteriormente il proprio esercito ed infine si mette in marcia verso l'Asia.
Tissaferne, tuttavia, riuscì a fuggire da Mileto con un piccolo distaccamento e così facendo poté avvisare il sovrano della rivolta del fratello.
Ciro continuò ad avanzare indisturbato fino a Cunassa, a circa 70 km da Babilonia. Nella battaglia, Artaserse conferì a Tissaferne il comando dell'ala sinistra dell'esercito mentre il sovrano si poneva al centro dello schieramento. Lo scontro fu incerto dato che Ciro, dopo aver sconfitto la cavalleria persiana e messo in fuga seimila soldati della guardia reale, disperse le truppe e quindi, sopraffatto dal contrattacco, fu ucciso; alla sinistra, invece, i Diecimila mercenari greci, rotte le linee nemiche, inseguirono i soldati del Gran Re infliggendo loro forti perdite, finché, quando oramai è sera, apprendono della morte del loro comandante.
A seguito della battaglia, Tissaferne inviò il suo secondo, il greco Falino, esperto di strategia, a trattare con i Diecimila offrendo loro una tregua in cambio della consegna delle armi.
Si raggiunse un compromesso per cui i persiani avrebbero offerto il diritto di rifornirsi di viveri in attesa di discutere le condizioni per un accordo definitivo e poco tempo dopo giunse al campo dei greci Tissaferne stesso il quale offrì i greci il suo appoggio per mediare nei confronti del Gran Re e la promessa che li avrebbe condotti in Grecia.
Passati diversi giorni, Tissaferne, con inganni ed intrighi, attira a sé gli ausiliari persiani che erano stati arruolati da Ciro, isolando quindi i greci, per poi raggiungerli con le proprie truppe e mettersi in marcia.
Per alcuni giorni entrambi gli eserciti, quello greco e le truppe di Tissaferne procedono verso l'Assiria fino a giungere al ponte sul Tigri. Allora, Tissaferne inviò due soldati con il compito di fingersi disertori e rivelare ai greci della sua intenzione di scagliare un attacco dal ponte del Tigri per indurli a presidiare o a distruggere il ponte legittimando la rottura della tregua.
I greci, tuttavia, capiscono l'inganno e rifiutarono di distruggere il ponte ma pochi giorni dopo Clearco, comandante in capo dei mercenari, chiese a Tissaferne di discutere con lui direttamente. Tissaferne, dunque, lo accolse amichevolmente e, dopo uno scambio di battute, invita Clearco, gli altri strateghi e i locaghi, rispettivamente i generali e i comandanti di reparto, al proprio accampamento dietro il pretesto di comunicare ai comandanti greci i nomi dei disertori e di coloro i quali avevano fornito ai greci le voci false. Al colloquio, tuttavia, Tissaferne venne meno ai patti e fece uccidere tutti i comandanti per poi inviare al resto dell'esercito di aver giustiziato Clearco in quanto aveva violato la tregua stipulata.
Nonostante ciò i Greci non demordono ed elessero nuovi comandanti ed immediatamente ripresero la marcia per ritornare in Grecia. Tissaferne, conscio della debolezza delle proprie truppe in campo aperto, preferì stancare continuamente i greci inviando piccoli gruppi di fanteria e cavalleria leggera per attaccarli da lontano.
I greci, malgrado tutto, resistono e Tissaferne tentò di sbarrare loro la strada ma la battaglia fu un completo insuccesso ed i greci poterono guadagnare i passi dell'Armenia senza che Tissaferne potesse reagire.
Come ricompensa, Artaserse, gli diede in moglie una delle sue figlie e gli restituì l'incarico di Carano e le sue antiche satrapie ma 
a corte si era attirato l'odio della regina madre vantandosi di aver ucciso personalmente Ciro.
Ritornato in Ionia, tenne un governo duro ed ebbe mano libera nell'attaccare le città greche che si erano dimostrate fedeli a Ciro cosa che indusse, nel 399 a.C. gli efori a dichiarargli guerra. 
Il satrapo, cercò nuovamente di ricorrere alle sottigliezze della diplomazia per risolvere la questione ma non ci riuscì e subì l'invasione da parte del re spartano Agesilao II.
Dopo alcuni anni di schermaglie inconcludenti, nel 395, convinto che il nemico avrebbe invaso la Caria, spostò in questa regione il grosso delle forze lasciando la Lidia praticamente indifesa; Agesilao poté quindi avanzare fino a Sardi e nella battaglia del fiume Pattolo Agesilao sbaragliò un contingente di cavalleria guidato personalmente da Tissaferne.

### Assassinio
La sconfitta, assieme alle accuse di incompetenza e tradimento levate o appoggiate dalla regina madre Parisatide, che non aveva mai perdonato Tissaferne per aver denunciato e ucciso il suo figlio prediletto, indussero il re a rimuoverlo dal comando; il chiliarca o visir Titrauste ricevette dal sovrano, probabilmente su impulso di Parisatide, il comando della guerra, l'ordine di uccidere Tissaferne e di portare la sua testa a Susa.
Tissaferne, ignaro di ciò che l'aspettava, fu attirato con l'inganno a una conferenza presso la città di Colossi in Frigia e quindi messo a morte.

## Giudizi

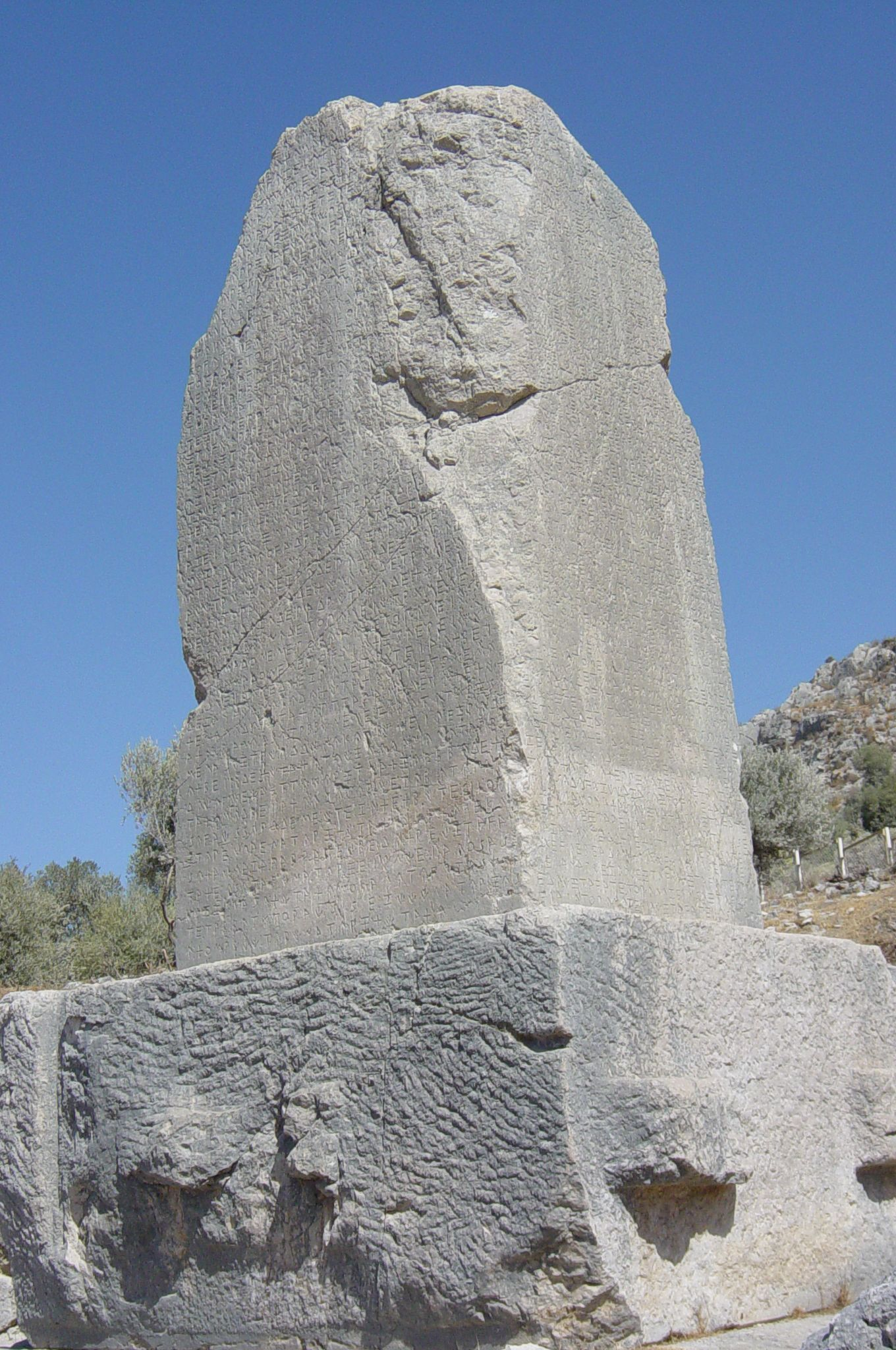
Immagine della Stele di Xanto, l'unica fonte lidia in cui è nominato Tissaferne.

Il ritratto che gli storici greci lasciano di Tissaferne è estremamente composito: da un lato, infatti, è descritto come impetuoso e schietto, dall'altro come scaltro e perfido ingannatore, specialmente in Senofonte, testimone oculare del tradimento dei patti compiuto dal satrapo nei confronti dei comandanti dei Diecimila.
Tuttavia, come uno studioso ha osservato, in un'epoca in cui la slealtà era ormai divenuta diffusa, Tissaferne, sebbene avesse un considerevole prestigio tanto da avere l'onore di porre il proprio ritratto sulle monete d'argento, fu il più fedele e leale satrapo dei due re che servì e furono proprio le sue informazioni ad avvisare Artaserse del tradimento del fratello.
Infine occorre ricordare che le fonti sulla sua vita sono quasi esclusivamente greche contro i quali Tissaferne aveva combattuto e aveva sfoggiato le sue doti di subdolo diplomatico privo di scrupoli mentre, salvo la poco chiara Stele di Xanto, mancano le testimonianze dei compatrioti e questo impedisce di formare un giudizio equilibrato su di lui.